# Gerhard Fischer (Künstler)
Gerhard Fischer (* 1951 in Wien) ist ein österreichischer Künstler und Autor. Sein Schaffen umfasst Malerei, Zeichnung, Fotografie, Ausstellungs- und Filmgestaltung.

## Leben und Werk
Fischer studierte Schauspiel am Max Reinhardt Seminar.
Er war von 1979 bis 1983 als Schauspieler, Regieassistent, Autor und Regisseur am Wiener Burgtheater beschäftigt. In den Jahren 1982 bis 1999 unterrichtete er Regie, Bühnenbild und Kostümkunde an der Universität für angewandte Kunst Wien und war Lektor für Ästhetik an der Akademie der bildenden Künste Wien.
Fischers künstlerisches und akademisches Schaffen wurde stark von der Arbeit und dem Denken des französischen Philosophen Michel Foucault beeinflusst. Nach dessen Tod im Herbst 1984 begann Fischer, eine langjährige Freundschaft mit dem Foucault-Kreis in Paris und Wien zu pflegen.

## Kunstforum Daedalus Wien
1984 gründete Fischer das multidisziplinäre Kunstforum Daedalus, das er bis heute leitet. Unter dem Namen Daedalus hat er seit 1984 achtundvierzig Ausstellungen in Wiener Museen, Bibliotheken und Galerien sowie im städtischen Raum konzipiert und realisiert.

## Publikationen
Als Autor und Herausgeber hat Fischer zahlreiche Publikationen veröffentlicht, die sich mit einer Vielzahl von Themen aus Kunst, Musik und Philosophie befassen. Er verfasste Werke zur griechischen und römischen Antike (u. a. zu Erotik und Tod in den Mythen von Dionysos und Orpheus), zur Kunst der klassischen Moderne, zur französischen Philosophie, zur Geschichte Wiens und zur Musik der Klassik sowie zur Zwölftonmusik.